# La Russia di Putin
La Russia di Putin è un saggio pubblicato nel 2004, scritto dalla giornalista russa Anna Politkovskaja. 
L'autrice, assassinata appena due anni dopo, racconta la vita nella Russia contemporanea, sotto il dominio del presidente Vladimir Putin, allora agli esordi del suo lungo e incontrastato potere. Politkovskaja intravede e denuncia l'involuzione in atto nel suo Paese, ravvisandovi le caratteristiche di uno stato di polizia o stato mafioso. Nella spia del KGB arrivata inaspettatamente al vertice del potere russo nel 1999, che nel libro rimane tuttavia sullo sfondo, l'autrice individua la matrice di un sistema politico avviato inesorabilmente a reprimere la libertà di parola e le speranze di una vita democratica dopo i decenni di dittatura sovietica. A lei interessa documentare la vita comune dei russi, raccolta attraverso viaggi e interviste varie dei connazionali, che aiutano la scrittrice a tratteggiare la società russa dei primi anni Duemila. Nei suoi pezzi qui raccolti, lei ammonisce disperatamente, come una Cassandra inascoltata dal mondo, che il popolo ormai si sia rassegnato e sia ricaduto nuovamente alla sua atavica abulia. Mentre all'estero, nota lei, a nessuno interessa il corso politico preso dalla Russia.
Il libro, già uscito nel 2005 in Italia, è entrato nella classifica dei libri più venduti nella primavera 2022 con l'uscita dell'edizione tascabile, opportunamente ristampato dopo l'invasione russa dell'Ucraina.

## Trama
«[...] Lui, finito dov’è per puro caso, è il dio e il re che dobbiamo temere e venerare. La Russia ha già avuto governanti di questa risma. Ed è finita in tragedia. In un bagno di sangue. In guerre civili. Io non voglio che accada di nuovo. Per questo ce l’ho con un tipico čekista sovietico che ascende al trono di Russia incedendo tronfio sul tappeto rosso del Cremlino».
(Sinossi)
La prima parte del libro si focalizza sull'esercito, descritto come un inferno dove i giovani soldati vengono sottoposti a vessazioni crudeli da parte dei loro superiori senza pietà. Poi si passa alle falsificazioni effettuate dai vari funzionari dell'esercito: creazione di false prove e documenti, torture e processi farsa. Molte parti sono dedicate alla descrizione di specifici personaggi come il colonnello Budanov, che violenta e poi uccide una giovane cecena, e il mafioso Fedolev. Dopo aver fatto una digressione sulle condizioni della vita di provincia, il libro si chiude con la vicenda del Teatro Dubrovka (che provocò la morte di 129 civili russi e 39 militari separatisti ceceni) e l'immediato incremento dell'odio e dell'eliminazione fisica nei confronti della popolazione cecena, nemica numero uno di Putin e della sua guerra contro il terrorismo.

## Edizioni italiane
- La Russia di Putin, traduzione di Claudia Zonghetti, Collezione La collana dei casi n.62, Milano, Adelphi, 2005, ISBN 978-88-459-1974-9. - Collana gli Adelphi n.639, Milano, Adelphi, 2022, ISBN 978-88-459-3692-0.